# Kelurahan Pasarminggu
Kelurahan Pasarminggu är en administrativ by i Indonesien.   Den ligger i provinsen Jakarta, i den västra delen av landet, 15 km söder om huvudstaden Jakarta. Kelurahan Pasarminggu ligger vid sjön Situ Manggabolong.